# Podandrogyne caucana
Podandrogyne caucana är en paradisblomsterväxtart som beskrevs av Cochrane. Podandrogyne caucana ingår i släktet Podandrogyne och familjen paradisblomsterväxter. Inga underarter finns listade i Catalogue of Life.